# Heartland (Vereinigte Staaten)

Der Begriff „Heartland“ ruft oft Bilder ländlicher Gebiete hervor, wie zum Beispiel dieses Weizenfeld in Kansas.

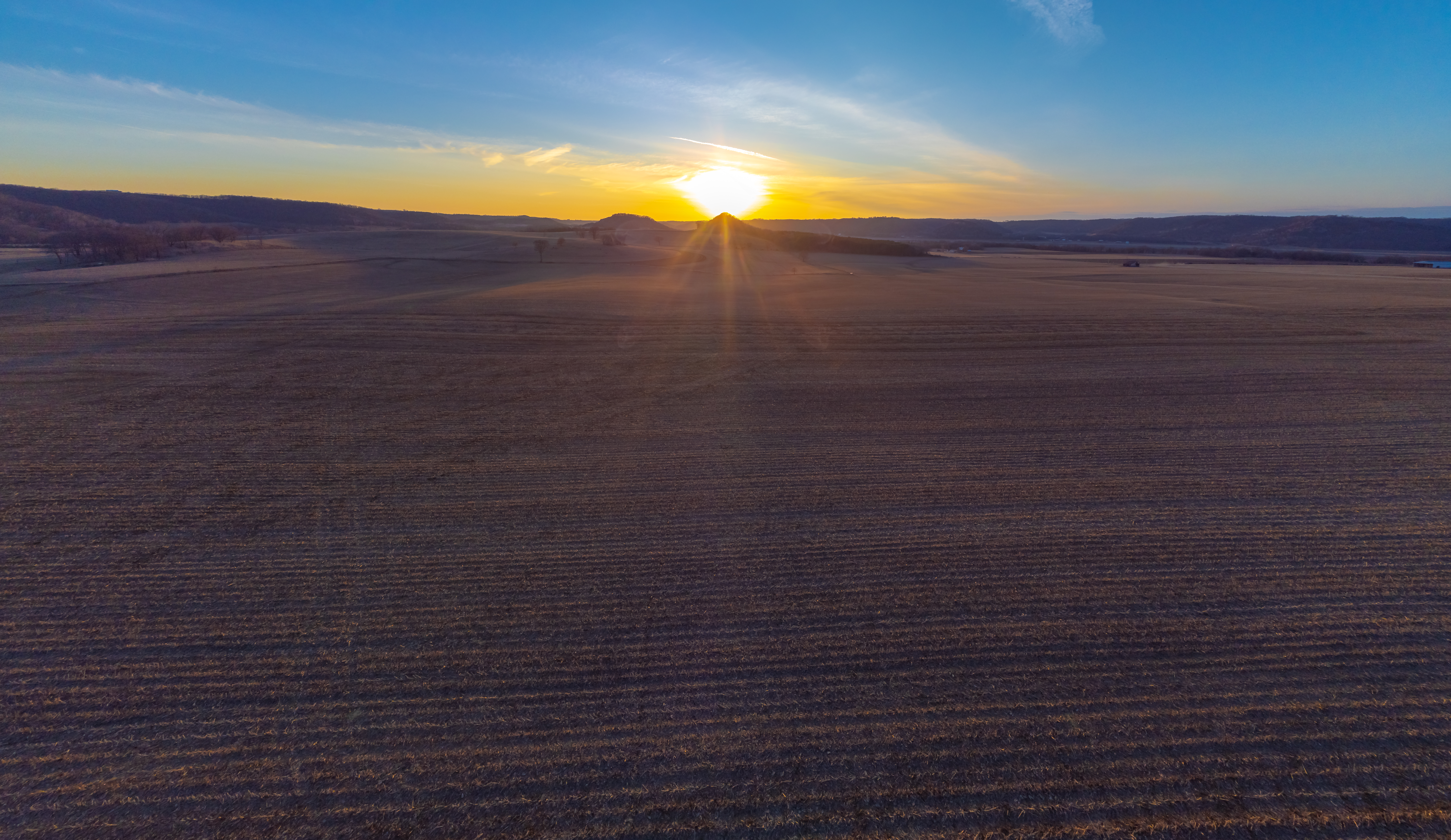
„Heartland“ in Iowa

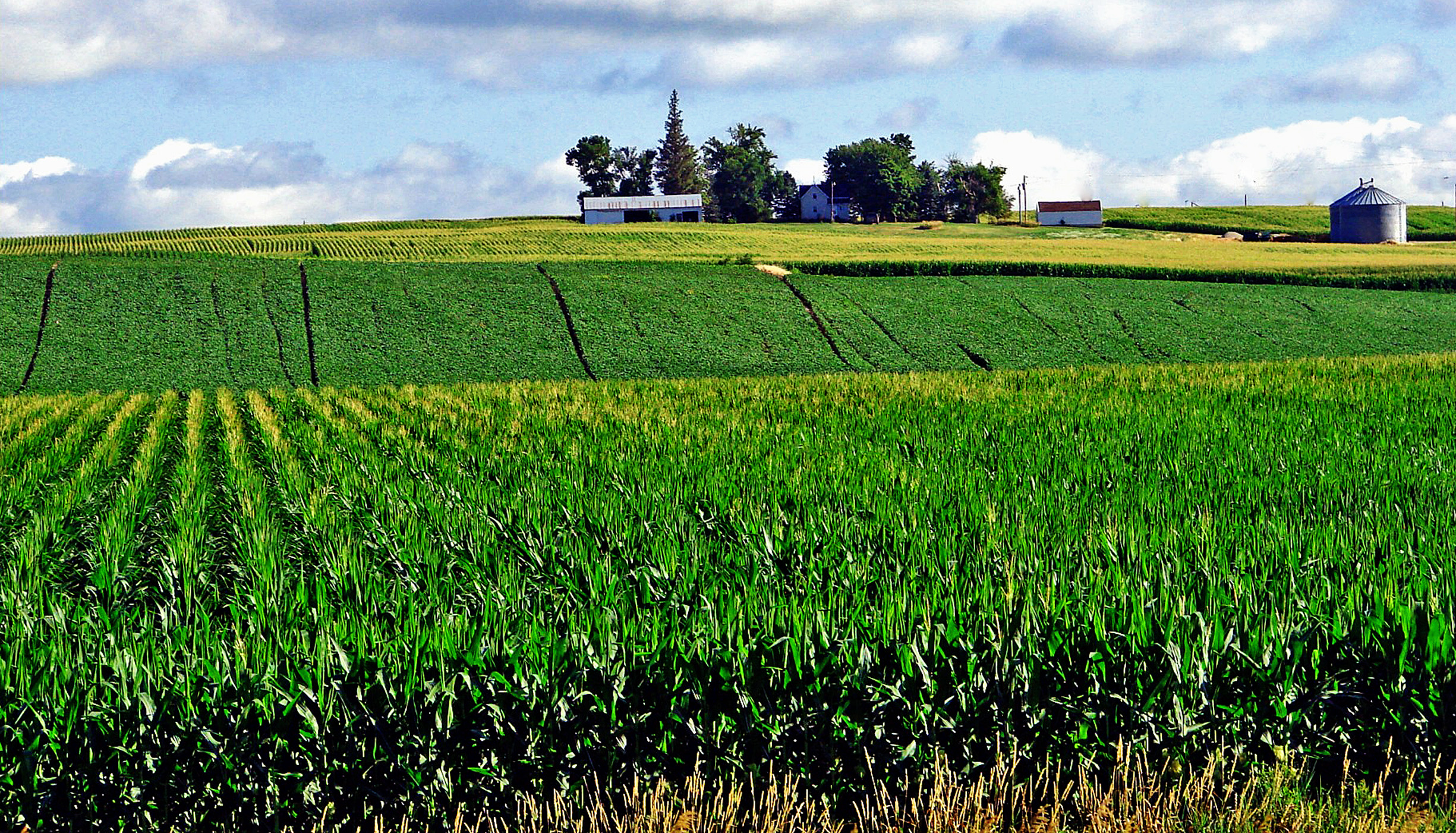
Kornfeld in Iowa

Das Heartland (englisch, „Herzland“ oder „Kernland“) bezeichnet einen Kulturraum im Zentrum der Vereinigten Staaten, genauer wird darunter der Mittlere Westen oder die Staaten, die weder an Pazifik noch Atlantik grenzen, verstanden. Der Begriff wird mit gängigen oder traditionellen Werten wie wirtschaftlicher Selbstversorgung, konservativen politischen und religiösen Idealen und einer Verwurzelung in der Agrargesellschaft assoziiert.
Laut dem United States Census Bureau besteht der Mittlere Westen aus den 12 Staaten Illinois, Indiana, Iowa, Kansas, Michigan, Minnesota, Missouri, Nebraska, North Dakota, Ohio, South Dakota und Wisconsin. Teilweise werden auch Randgebiete der Mountain States (Colorado, Utah, Montana und Wyoming) und der Südstaaten (Arkansas, Kentucky, Oklahoma, Tennessee und West Virginia) dazugezählt. 

## Begriffsnutzung
Der britische Geograph Halford Mackinder prägte das Wort im Jahr 1904, um das Herz der eurasischen Landmasse zu bezeichnen: ein strategisches Zentrum der Industrie, der natürlichen Ressourcen und der Macht. Die Verwendung des Begriffs „Heartland“ zur Bezeichnung des amerikanischen Mittleren Westens wurde erst später im 20. Jahrhundert üblich.